# グループE
グループE (フランス語: Groupe E、英語: Group E) は、自動車スポーツに用いる自動車の一分類である。国際自動車連盟が既定の分類に合致しない車両類型を「フリーフォーミュラ」として分類したものである。

## 概要
国際自動車連盟 (以下、FIA) は、自動車スポーツに用いる自動車を国際モータースポーツ競技規則 (国際スポーツ法典) 付則J項で属性別にアルファベット記号のグループに細分類し、それぞれに要件を課している。しかしこの分類と要件に合致しない車両類型も排除されることなくすべてフリーフォーミュラ (フランス語: Formule Libre、英語: Free Formula) としてグループEに分類している。
付則J項では量産車を部門I、競技車を部門IIに大分類しているが、グループEにもそれが適用され、E-IとE-IIに大別される。E-IはグループNおよびAに公認されてはいるが、その改造範囲を逸脱した車両であり、E-IIはそれ以外のすべての車両が対象となる。E-IIはさらにシルエットタイプカーのSH、スポーツカーのSC、単座席のSSに分類される。SSには国際フォーミュラレーシングカー型のオープンホイールと、スポーツカー型のカバードホイールのいずれも含まれる。これらすべてのフリーフォーミュラは特定競技会またはシリーズの技術規定にのみ帰属している専用車両類型である。
1966年の国際スポーツ法典改編に伴い、「クールスリブル」(フランス語: "course libre"、当時C部門第9グループ、1976年からB部門第8グループ) として新設された。
既定分類に合致しない車両類型が生成される理由はさまざまである。例えば、FIAに加盟している各国の自動車スポーツ所管団体が自国内または限定地域内でのみ競技を行おうとするとき、その限られた観衆へアピールするため運用車両に技術的な特徴づけをして他との差別化を図ろうとしたり、FIAを含め各団体がこれまでにない様式で競技を行おうとするとき、既定の類型に適するものがない場合などが挙げられる。また、1981年まで国際フォーミュラレーシングカー (当時B部門第7グループ) の一階級であったフォーミュラ1が、1982年の付則J項改編以降グループD (国際フォーミュラレーシングカー) には属さずフリーフォーミュラとなったのはコンコルド協定の締結によるものであり、このように政治的な事情もありえる。

## 代表的なフリーフォーミュラ

### 部門I
- FIA世界ラリー選手権　ワールドラリーカー

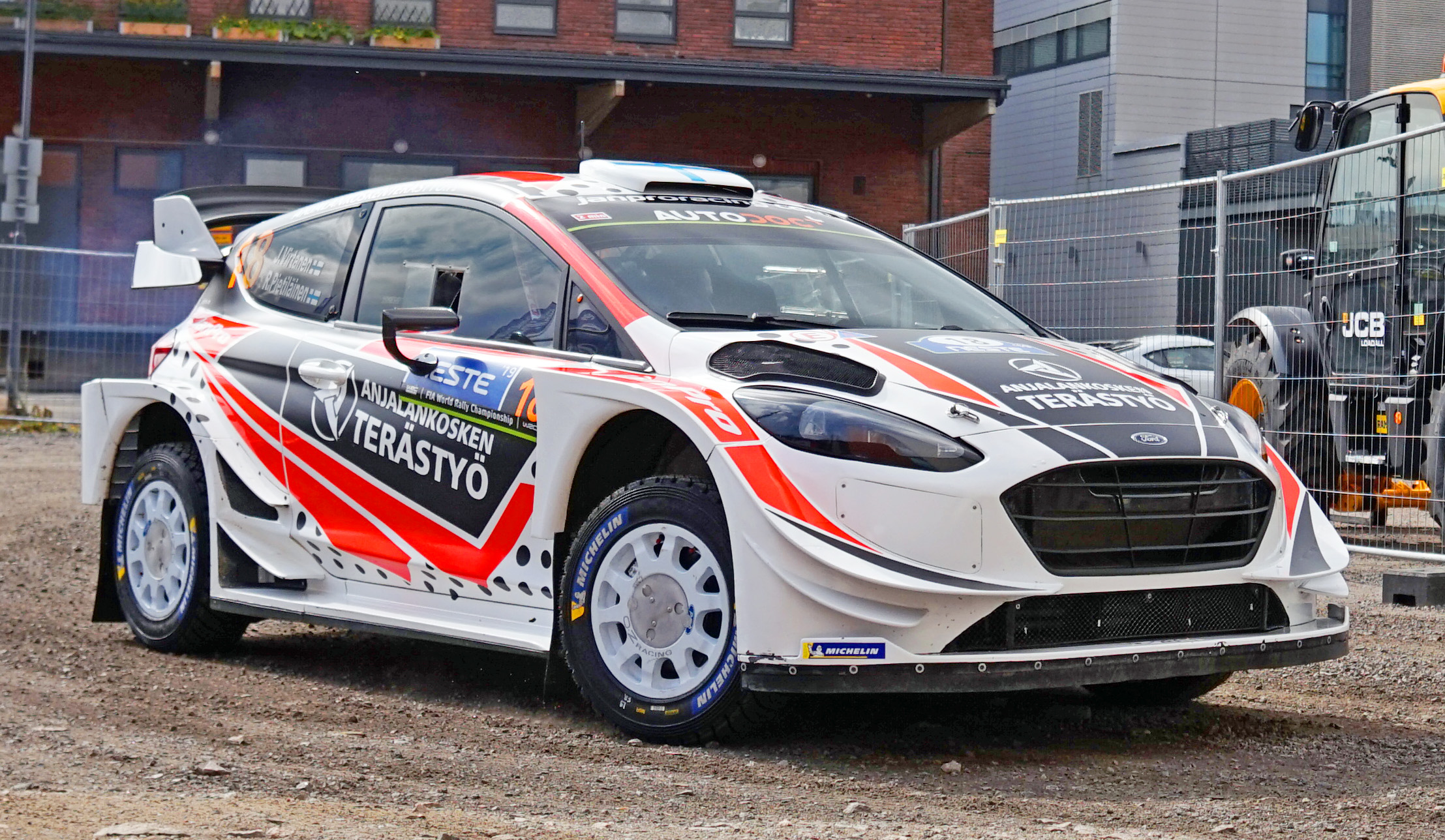

### 部門II
SH
- NASCARカップシリーズ　ストックカー

SC

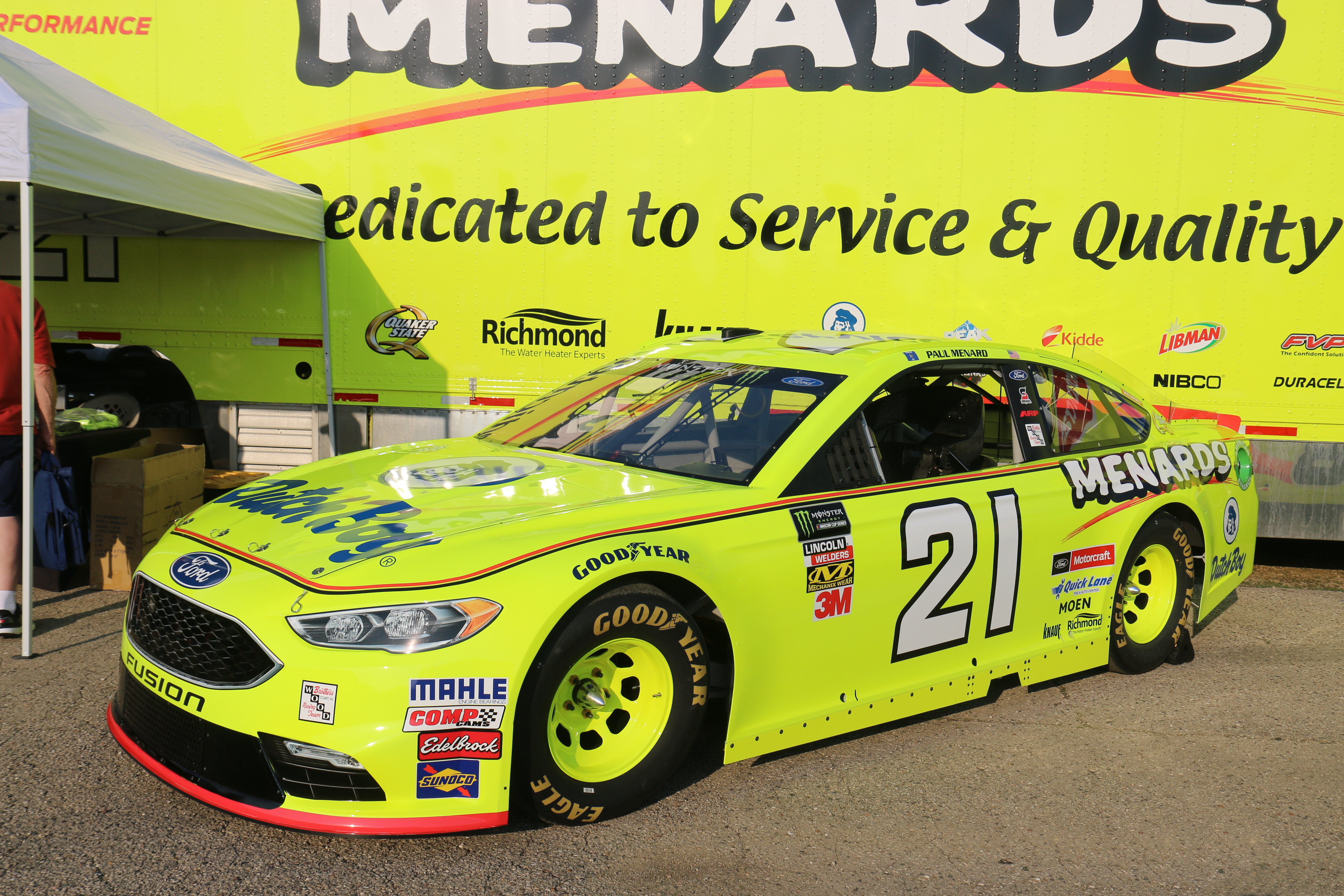

- FIA欧州ヒルクライム選手権　グループE2-SC
- FIA世界耐久選手権ほか　「ル・マン」プロトタイプ

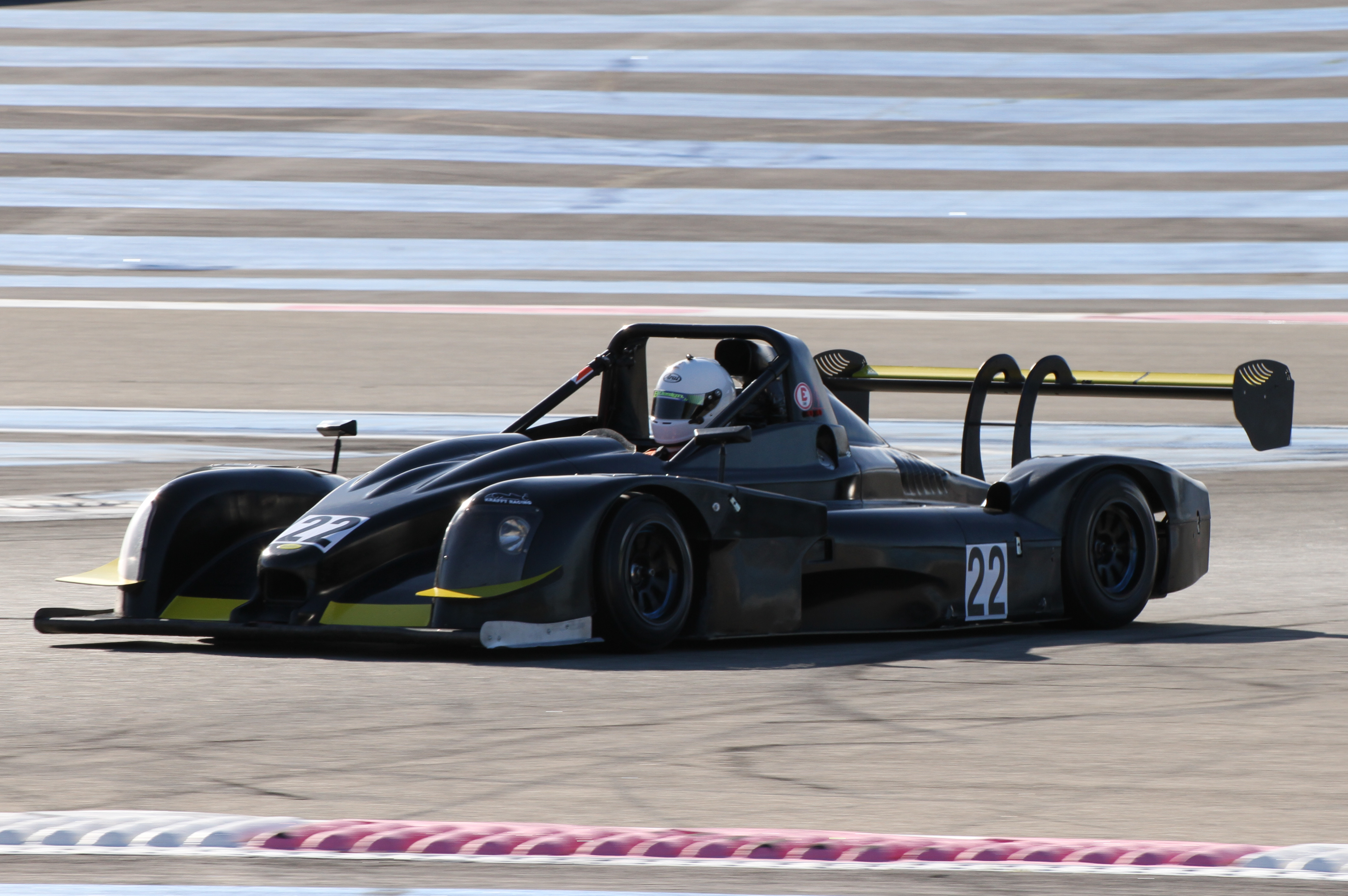
グループE2-SC
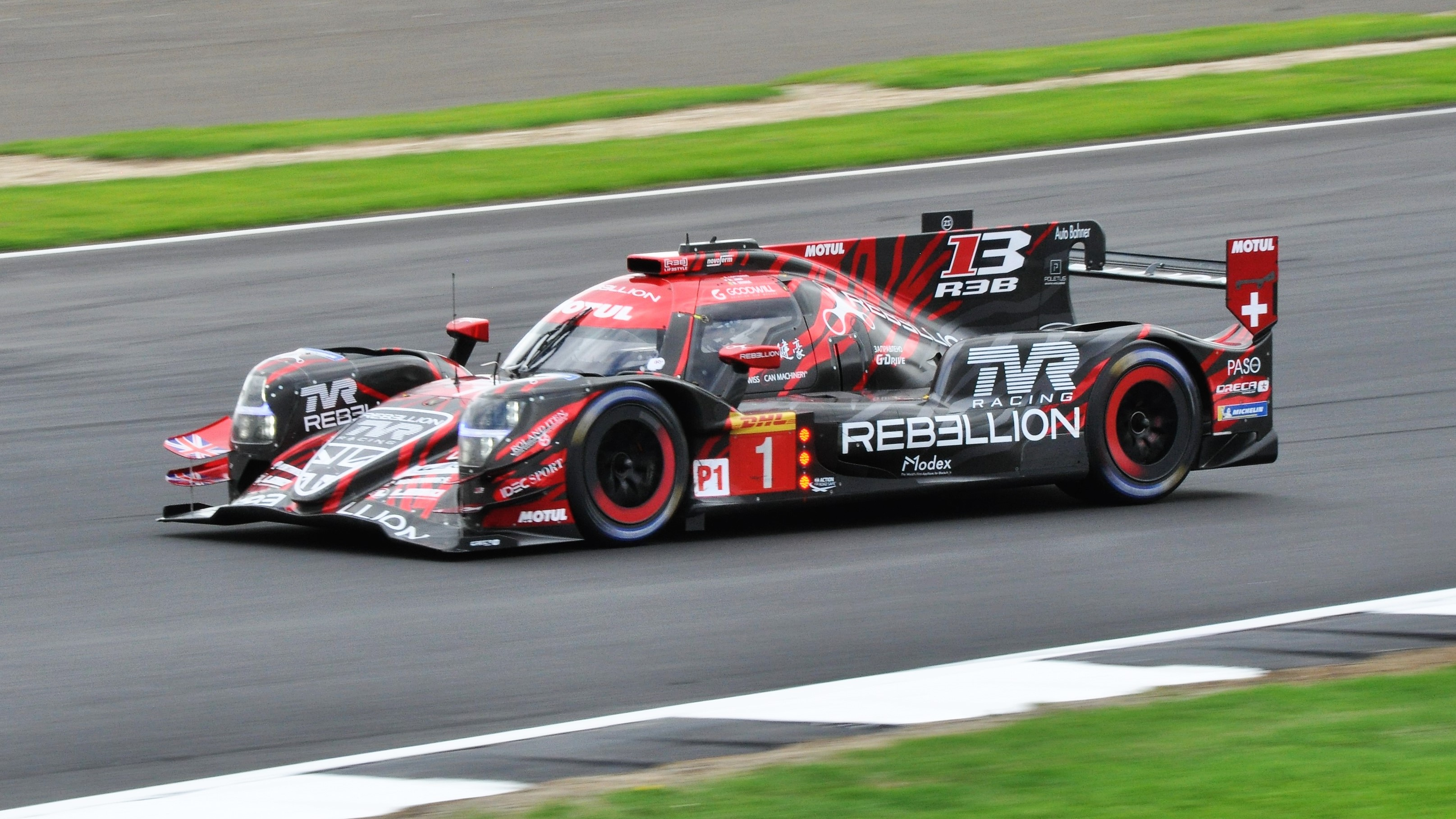
「ル・マン」プロトタイプ

SS
- FIAフォーミュラワン世界選手権　フォーミュラワンカー
- FIA欧州ヒルクライム選手権　グループE2-SS
- NHRAドラッグレーシング選手権　トップフューエル・ドラッグスター
- NHRAドラッグレーシング選手権　ファニーカー
- FIA欧州オートクロス選手権　バギー

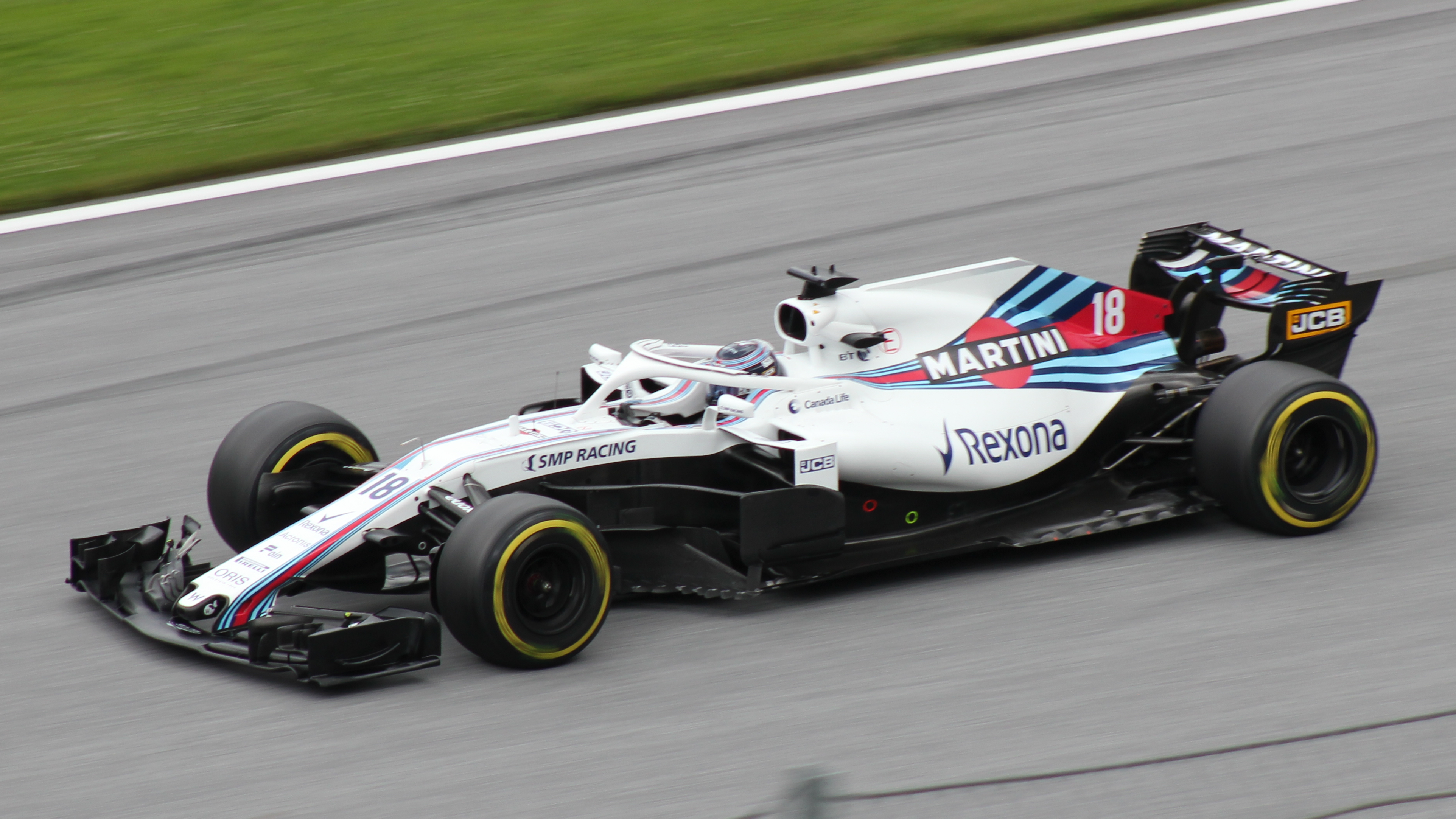
フォーミュラワンカー
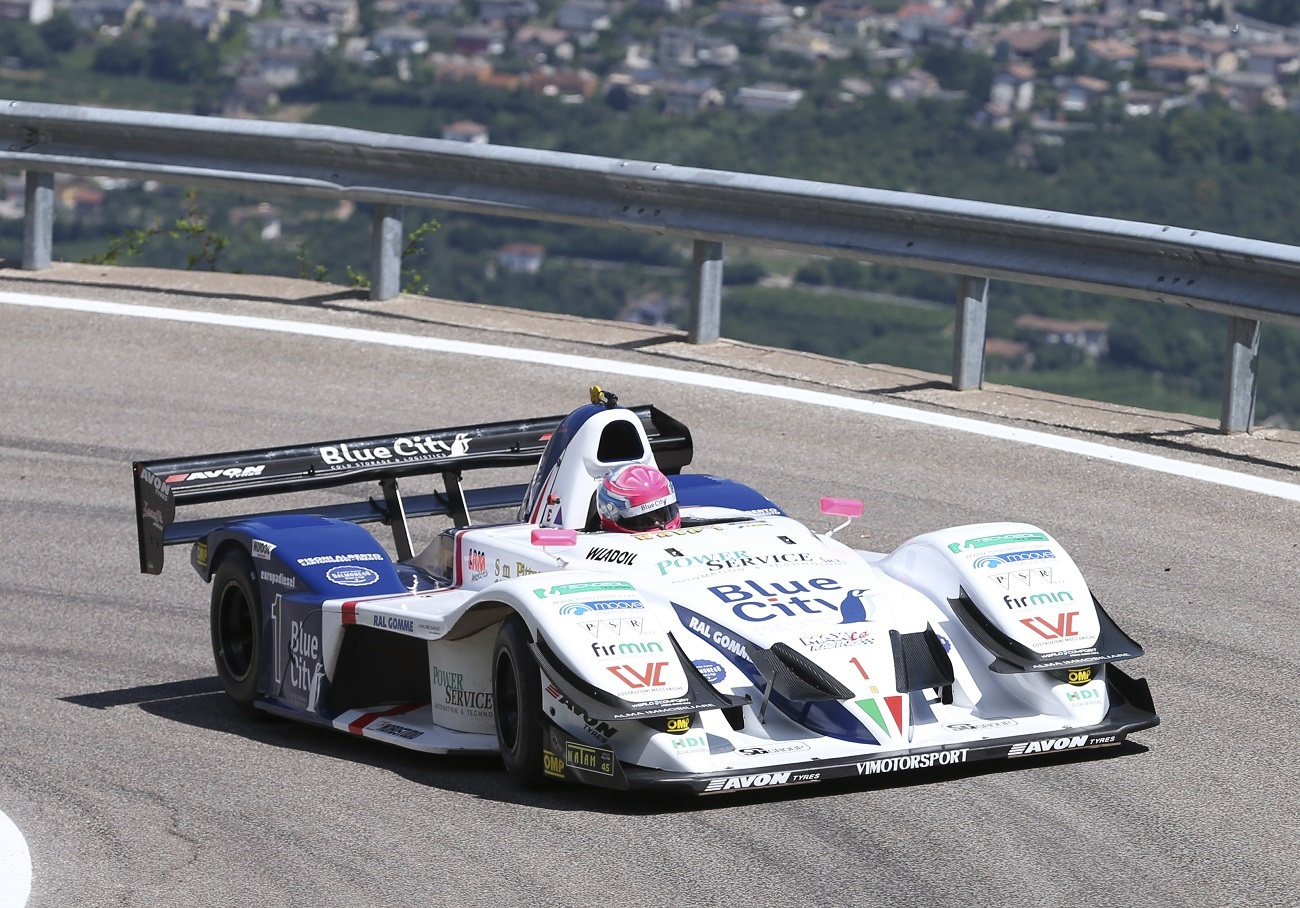
E2-SS (カバードホイール)
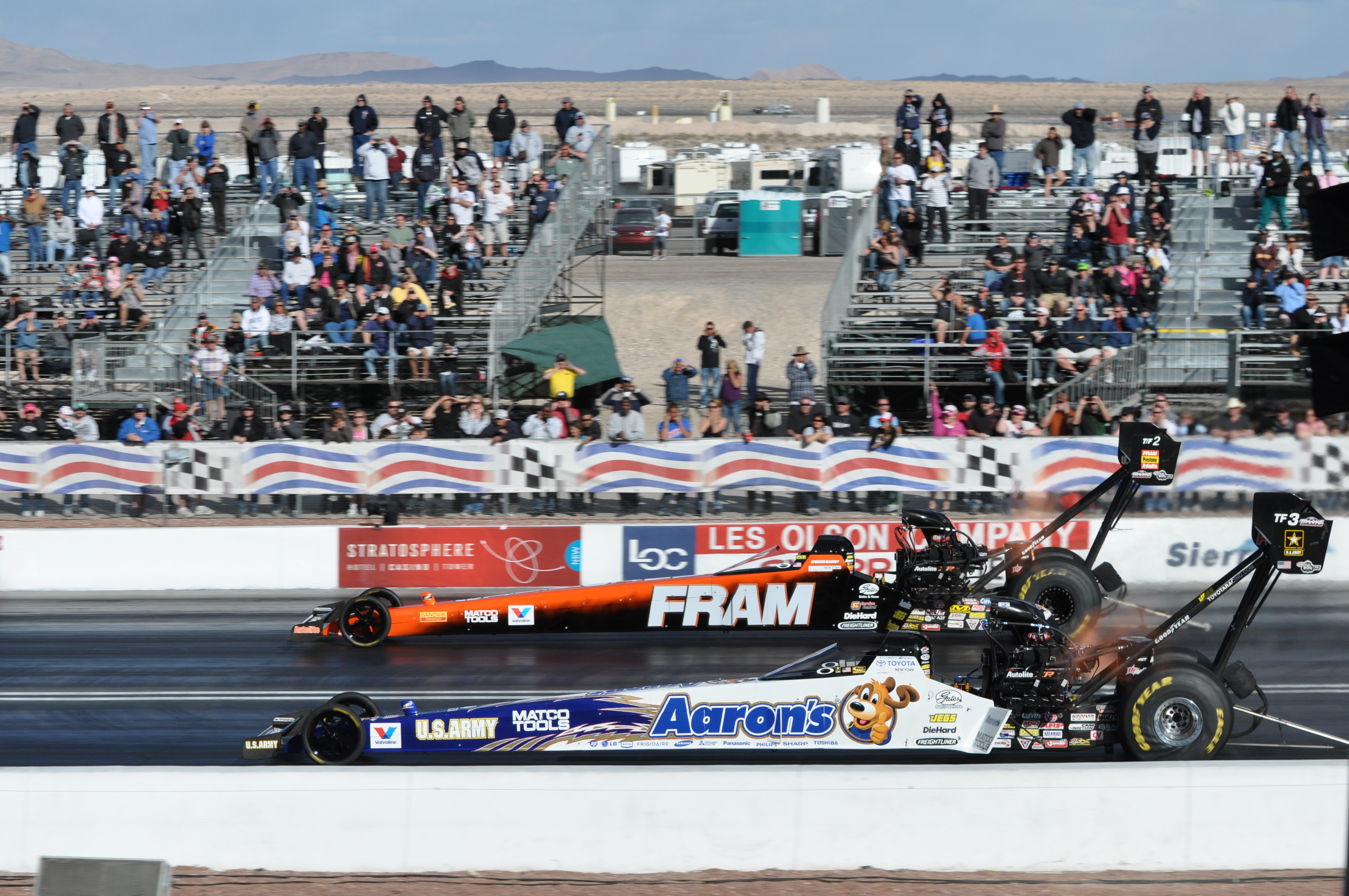
トップフューエル・ドラッグスター
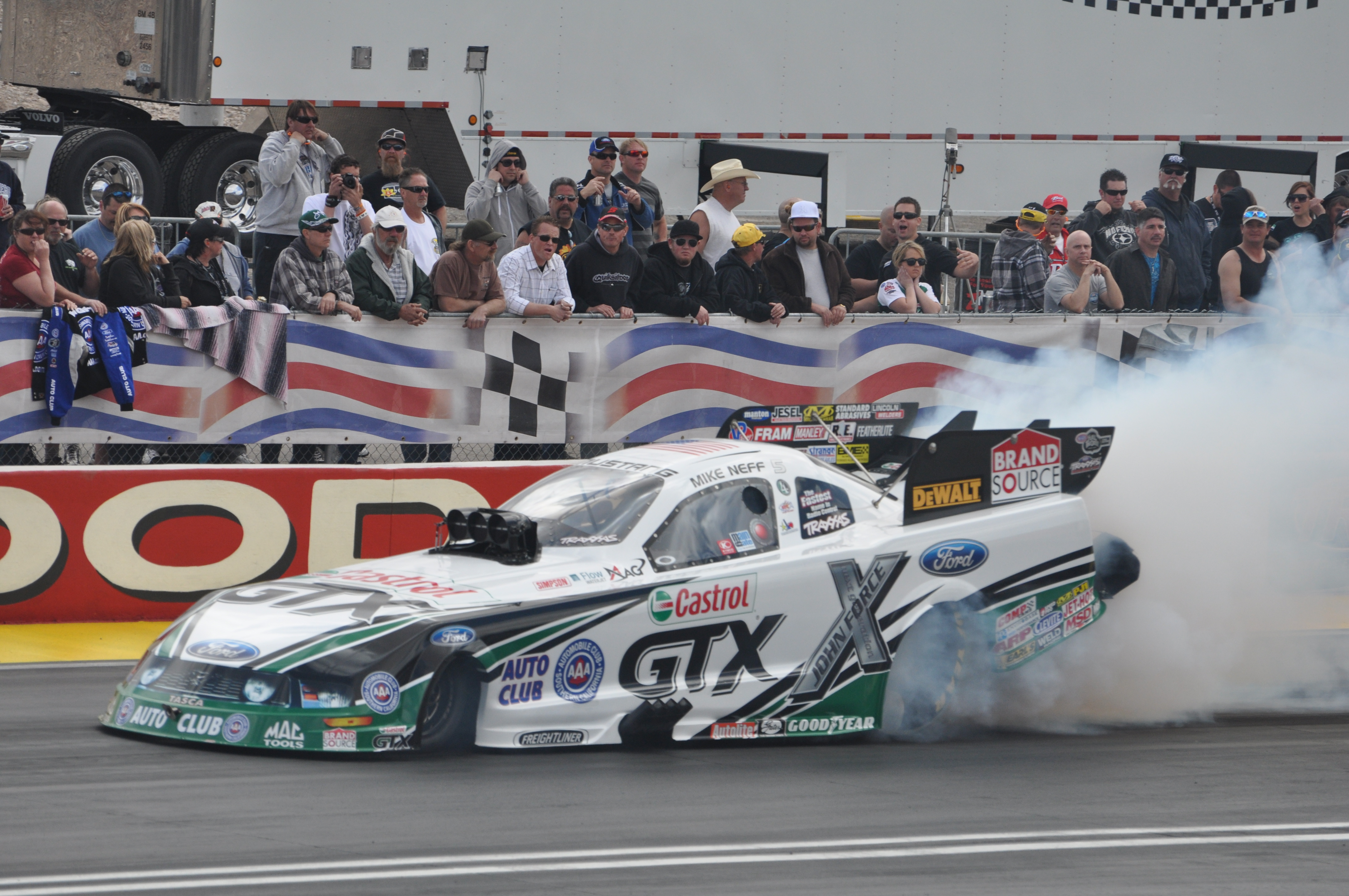
ファニーカー
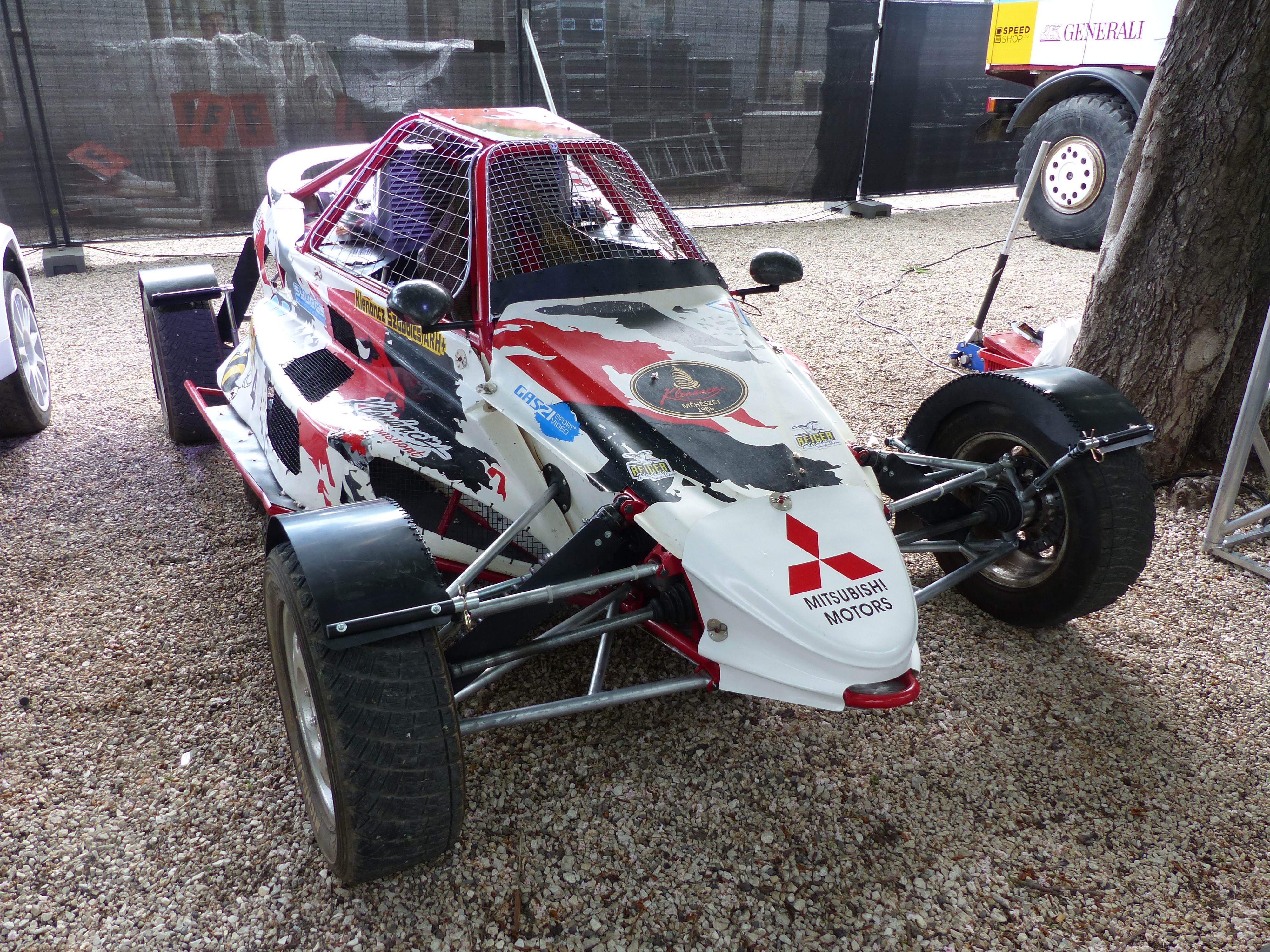
バギー1600